# Pomatorhinus
Pomatorhinus – rodzaj ptaków z rodziny tymaliowatych (Timaliidae).

## Występowanie
Rodzaj obejmuje gatunki występujące w orientalnej Azji.

## Morfologia
Długość ciała 16–24 cm, masa ciała 19–53 g.

## Systematyka

### Etymologia
Greckie πωμα pōma, πωματος pōmatos – pokrywa; ῥις rhis, ῥινος rhinos – nozdrza.

### Podział systematyczny
Do rodzaju należą następujące gatunki:
- Pomatorhinus ochraceiceps Walden, 1873 – łączniak złotodzioby
- Pomatorhinus ferruginosus Blyth, 1845 – łączniak maskowy
- Pomatorhinus phayrei Blyth, 1847 – łączniak czerwonodzioby
- Pomatorhinus superciliaris (Blyth, 1842) – łączniak sierpodzioby
- Pomatorhinus horsfieldii Sykes, 1832 – łączniak żółtodzioby
- Pomatorhinus schisticeps Hodgson, 1836 – łączniak siwogłowy
- Pomatorhinus montanus Horsfield, 1821 – łączniak kasztanowaty
- Pomatorhinus ruficollis Hodgson, 1836 – łączniak rudoszyi